# Uniramia
Sous-embranchement
Les Uniramia sont un sous-embranchement obsolètes d'arthropodes. Pendant un temps on a cru que la possession d'appendices biramés était un caractère dérivé partagé, au point que l'on a groupé ces arthropodes uniramés sous ce taxon « Uniramia ». On pense désormais que plusieurs groupes d'arthropodes ont développé des membres uniramés indépendamment à partir d'ancêtres ayant des membres biramés, et donc ce taxon n'est plus utilisé.

## Taxons subordonnés
- Hexapoda
- Myriapoda